# Bolesław Brymora
Bolesław Brymora (ur. 19 października 1897 w Sosnowcu, zm. 1967 w Wolverhampton) – kapitan piechoty Wojska Polskiego i Polskich Sił Zbrojnych, kawaler Orderu Virtuti Militari.

## Życiorys
W czasie I wojny światowej służył w szeregach 4. kompanii I baonu 5 Pułku Piechoty Legionów Polskich. Z takim przydziałem został odnotowany w spisie podoficerów i żołnierzy pułku dla Komendy LP z 29 kwietnia 1917 .
3 maja 1922 został zweryfikowany w stopniu podporucznika ze starszeństwem z 1 czerwca 1919 i 61. lokatą w korpusie oficerów piechoty, a jego oddziałem macierzystym był 5 Pułk Piechoty Legionów. 27 lutego 1924 został mianowany z dniem 1 marca 1924 porucznikiem ze starszeństwem z 1 czerwca 1920 i 11. lokatą w korpusie oficerów piechoty. Później został przeniesiony do 58 Pułku Piechoty w Poznaniu. 27 stycznia 1930 został mianowany kapitanem ze starszeństwem z 1 stycznia 1930 i 138. lokatą w korpusie oficerów piechoty. W czerwcu 1935 w dalszym ciągu pełnił służbę w 58 pp. W marcu 1939 pełnił służbę w Batalionie KOP „Ostróg” na stanowisku dowódcy kompanii odwodowej.
W kampanii wrześniowej 1939 walczył jako dowódca 5. kompanii strzeleckiej 98 Pułku Piechoty. W kwietniu 1940 walczył w kampanii norweskiej na stanowisku adiutanta I baonu Samodzielnej Brygady Strzelców Podhalańskich. Po ewakuacji do Wielkiej Brytanii służył w 21 Baonie Kadrowym Strzelców (od 3 marca 1941 Batalion Strzelców Podhalańskich 7 Brygady Kadrowej Strzelców) na stanowisku zastępcy dowódcy 9. kompanii. 26 września 1941 został odkomenderowany do Ośrodka Zapasowego Broni Pancernej, w charakterze słuchacza II Oficerskiego Kursu Samochodowego.

## Ordery i odznaczenia
- Krzyż Srebrny Orderu Wojskowego Virtuti Militari nr 4812 – 1921[14][15][1]
- Krzyż Niepodległości – 16 września 1931[16][17]
- Krzyż Walecznych czterokrotnie: po raz 1, 2, 3 i 4[14][17]
- Krzyż Walecznych – 9 grudnia 1940[18]
- Medal Dziesięciolecia Odzyskanej Niepodległości[17]
- Medal 10 Rocznicy Wojny Niepodległościowej (Łotwa)[19]